# Valley Falls (Carolina del Sud)
Valley Falls és una concentració de població designada pel cens dels Estats Units a l'estat de Carolina del Sud. Segons el cens del 2000 tenia 3.990 habitants.

## Demografia
Segons el cens del 2000, Valley Falls tenia 3.990 habitants, 1.508 habitatges i 883 famílies. La densitat de població era de 296,3 habitants/km².
Dels 1.508 habitatges en un 24,9% hi vivien nens de menys de 18 anys, en un 45,8% hi vivien parelles casades, en un 8,8% dones solteres, i en un 41,4% no eren unitats familiars. En el 29,7% dels habitatges hi vivien persones soles el 6,2% de les quals corresponia a persones de 65 anys o més que vivien soles. El nombre mitjà de persones vivint en cada habitatge era de 2,34 i el nombre mitjà de persones que vivien en cada família era de 2,9.
Per edats la població es repartia de la següent manera: un 17,7% tenia menys de 18 anys, un 24,2% entre 18 i 24, un 26,9% entre 25 i 44, un 20,7% de 45 a 60 i un 10,6% 65 anys o més.
L'edat mediana era de 30 anys. Per cada 100 dones de 18 o més anys hi havia 83,4 homes.
La renda mediana per habitatge era de 33.636 $ i la renda mediana per família de 41.101 $. Els homes tenien una renda mediana de 32.051 $ mentre que les dones 26.483 $. La renda per capita de la població era de 17.162 $. Entorn del 3,1% de les famílies i el 7,3% de la població estaven per davall del llindar de pobresa.

## Poblacions més properes
El següent diagrama mostra les poblacions més properes.